# 松澤麻里
松澤麻里（日语：松沢 まり），日本漫畫家。出身於埼玉縣。漫畫家出道前曾任職於動畫公司SHIN-EI動畫擔任動畫檢查的工作。
代表作《最近，妹妹的樣子有點怪？》曾在2014年1月至3月播出同名電視動畫。

## 作品一覧

### 連載中
- （《月刊Comic電擊大王》2019年12月號－連載中，ASCII Media Works／KADOKAWA）

### 連載終了
- 機器GIRL（日语：ひなどりGIRL）（《月刊電擊Comic Gao！》連載，MediaWorks／KADOKAWA，全3冊）長鴻出版社
- 犬神！（原作：有澤真水，《月刊電擊Comic Gao！》連載，MediaWorks／KADOKAWA，全6冊）台灣角川
- 戀愛三分之一。（《COMIC YELL！（日语：コミックエール!）》2號－12號 → 《Manga Time Kirara Forward》2009年8月號－10月號，芳文社，全3冊）
- （網路漫畫。《漫畫人生WIN（日语：まんがライフWIN）》2009年5月號－2010年8月號，全1冊）
- 動研。～菜之花高校動畫研究部～（《電擊大王GENESIS》2010年冬季號（創刊號）－2011年1號，全1冊）東立出版社
- 最近，妹妹的樣子有點怪？（《月刊Dragon Age》2010年12月號－2016年6月號，全11冊）台灣角川
- （《月刊Action》2016年11月號[2]－2018年10月號連載，全4冊）

### 選集
- 《迷糊天使》選集 「MediaWorks／KADOKAWA」刊
- 《犬神！》選集 「MediaWorks／KADOKAWA」刊
- 《異國迷宮的十字路口》選集 「富士見書房／KADOKAWA」刊
- 《打工吧！魔王大人》選集 「ASCII Media Works／KADOKAWA」刊
- 《屬性同好會》選集 「Media Factory／KADOKAWA」刊
- 《來自深淵》選集 「竹書房」刊

## 外部連結
- （日語）
- （日語）
- （日語）－《漫畫人生WIN（日语：まんがライフWIN）》作品網站。
- 松澤麻里的X（前Twitter） （日語）